# Histórias Curtas
Histórias Curtas foi um concurso de cinema promovido anualmente, entre 2001 e 2014, pelo Grupo RBS que envolvia a produção de curtas-metragens, que eram exibidos no programa de televisão homônimo, que ia ao ar nas tardes de sábado na RBS TV, na faixa dos especiais de sábado. Cada filme era avaliado pelo júri-popular através de telefone e pelo júri oficial, composto por profissionais convidados ligados às áreas de cinema, teatro e televisão do estado do Rio Grande do Sul. No final do ano, ocorria um evento de premiação dos curtas.